# Anbu Khaireni
Anbu Khaireni (Nepali आँबु खैरेनी) ist eine Stadt (Munizipalität) in Zentral-Nepal im Distrikt Tanahu.
Anbu Khaireni liegt am Westufer des Marsyangdi gegenüber der Einmündung des Daraudi. Die Mündung des Marsyangdi in die Trishuli liegt etwa 7 km entfernt.
Dem Village Development Committee (VDC) Anbu Khaireni wurde im September 2015 die Stadtrechte verliehen.
Das Stadtgebiet umfasst 67,3 km².
Anbu Khaireni liegt am Prithvi Rajmarg, der Überlandstraße von Kathmandu nach Pokhara. In Anbu Khaireni zweigt eine Straße nach Gorkha ab.

## Einwohner
Bei der Volkszählung 2011 hatte Anbu Khaireni 16.382 Einwohner (davon 7573 männlich) in 4034 Haushalten.